# Gavi (Italie)
Pour les articles homonymes, voir Gavi.
Gavi est une commune italienne de la province d'Alexandrie dans le Piémont en Italie.
La commune donne son nom au vin blanc Cortese di Gavi (appelé aussi Gavi di Gavi ou Gavi).

## Histoire
La commune de Gavi était déjà installée lors de la période néolithique. Après la chute de l'empire romain d'Occident, Gavi est capturé par les Magyars et plus tard par les Sarrasins. Selon la légende, le nom actuel de la commune proviendrait de celui d'une princesse du peuple des Sarrasins, Gavia (ou Gavina), qui s'était établie dans un château à Gavi.
Plus tard, au Moyen Âge, la ville se trouvait sous les marquis de Gavi, alliés à Frédéric Barberousse, qui s'était réfugié dans la commune après la bataille de Legnano. En 1202, Gavi est vendu à la république de Gênes. Après un bref moment sous la propriété de la famille Visconti et de la France, Gavi redevient sous la propriété de la république de Gênes en 1528.
En 1625, lors de la Première Guerre Géno-Savoyarde, Gavi est attaqué et pris d'assaut par les troupes franco-savoyardes, mais les Génois reprennent Gavi après 21 jours. Il est alors décidé de transformer Gavi en une puissante forteresse, afin d'éviter les assauts. En 1815, Gavi est attribué au royaume de Sardaigne.
La forteresse est ensuite transformée en pénitencier ; pendant la Seconde Guerre mondiale, elle est utilisée comme camp de prisonniers de guerre.

## Monuments
- Fort de Gavi

## Administration
| Période                                  | Période  | Identité                 | Étiquette     | Qualité |
| ---------------------------------------- | -------- | ------------------------ | ------------- | ------- |
| 30/05/2006                               | En cours | Nicoletta Rachele Albano | Liste civique |         |
| Les données manquantes sont à compléter. |          |                          |               |         |

### Hameaux
Rovereto, Monterotondo, Alice, Pratolungo, Sottovalle

### Communes limitrophes
Arquata Scrivia, Bosio (Italie), Carrosio, Francavilla Bisio, Isola del Cantone, Novi Ligure, Parodi Ligure, San Cristoforo, Serravalle Scrivia, Tassarolo, Voltaggio